# Station Mysłowice
Station Mysłowice is een spoorwegstation in de Poolse plaats Mysłowice.